# Донатан
Донатан, настоящее имя Витольд Марек Чамара (пол. Witold Marek Czamara; род. 2 сентября 1984 года, Краков, ПНР) — польский певец, музыкальный продюсер и звукорежиссёр, выступивший в дуэте с певицей Клео на конкурсе песни   «Евровидение 2014» за Польшу с песней «My Słowianie».
Соучредитель (вместе с рэпером Teka) продюсерского дуэта RafPak. Музыка Донатана имеет характерный авторский стиль, основанный на партиях, играемых целиком или редко переплетающихся с семплами. В 2012 году Донатан занял 10-е место в рейтинге 20 лучших польских хип-хоп продюсеров по версии  «Machina».
С 2013 по 2015 год получил много наград в различных номинациях.